# Дёбинское (сельское поселение)
Дебинское — упразднённое муниципальное образование со статусом сельского поселения  в Красногорском районе Удмуртии Российской Федерации.
Административный центр — село Дебы.
Законом Удмуртской Республики от 30.04.2021 № 39-РЗ к 23 мая 2021 года упразднено в связи с преобразованием муниципального района в муниципальный округ.

## История
Статус и границы сельского поселения установлены Законом Удмуртской Республики от 28 января 2005 года № 2-РЗ «Об установлении границ муниципальных образований и наделении соответствующим статусом муниципальных образований на территории Красногорского района Удмуртской Республики».

## Население
| 2010 | 2012 | 2013 | 2014 | 2015 | 2016 | 2017 |
| ---- | ---- | ---- | ---- | ---- | ---- | ---- |
| 635  | ↘610 | ↘603 | ↘585 | ↘579 | ↘556 | ↘546 |
| 2018 | 2019 | 2020 |      |      |      |      |
| ↘522 | ↘507 | ↘474 |      |      |      |      |

## Состав сельского поселения
| № | Населённый пункт  | Тип населённого пункта       | Население |
| - | ----------------- | ---------------------------- | --------- |
| 1 | Дебы              | село, административный центр | ↘346      |
| 2 | Зотово            | деревня                      | ↘47       |
| 3 | Ивановцы          | деревня                      | →0        |
| 4 | Нохрино           | деревня                      | →0        |
| 5 | Русский Караул    | деревня                      | ↘3        |
| 6 | Старый Качкашур   | деревня                      | ↘60       |
| 7 | Тукташ            | деревня                      | ↗76       |
| 8 | Удмуртский Караул | деревня                      | ↘78       |